# Rubén Galván
Rubén Galván (ur. 7 kwietnia 1952 w Comandante Fontana, zm. 14 marca 2018) – argentyński piłkarz grający na pozycji pomocnika.

## Kariera reprezentacyjna klubowa
Rozpoczął swoją karierę w 1971 w klubie CA Independiente, gdzie grał przez 9 lat. Następnie przeszedł do Estudiantes La Plata, gdzie w 1980 roku zakończył karierę.

## Kariera reprezentacyjna
Reprezentant Argentyny w latach 1974–1978. Złoty medalista Mistrzostw Świata 1978.

## Śmierć
Galván zmarł w marcu 2018 roku na marskość wątroby.

## Sukcesy

### Klubowe
Independiente
- Primera División – Nacional: 1977, 1979
- Copa Libertadores: 1972, 1973, 1974, 1975
- Puchar Interkontynentalny: 1973

### Reprezentacyjne
Argentyna
- Złoty medal Mistrzostw Świata: 1978